# G!-Festival

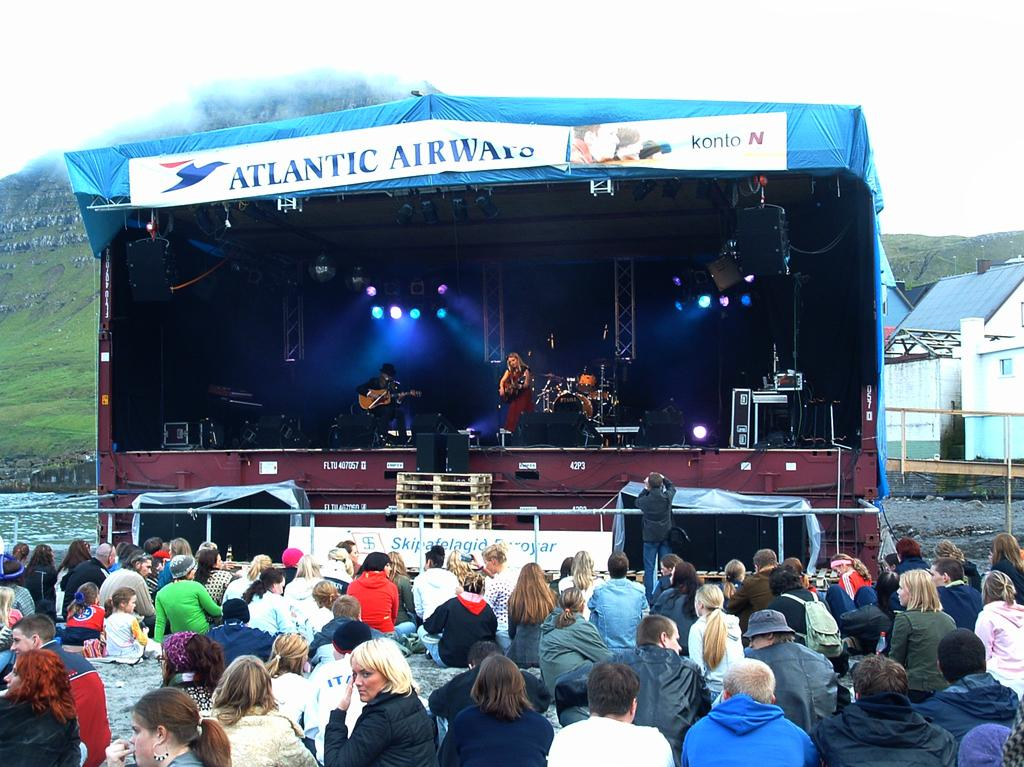
Eivør Pálsdóttir en Bill Bourne op het G!-Festival in 2004

Het G!-Festival is een muziekfestival in Syðrugøta (gemeente Gøta) op de Faeröer.  Op het festival, dat sinds 2002 elk jaar georganiseerd wordt, treden zowel bands en artiesten van de Faeröer als internationale artiesten en bands op.
Ongeveer 1000 personen kwamen naar het eerste G!-Festival in 2002. In het jaar 2003 werd het festival al door circa 2500 mensen bezocht en het jaar erna de volle 4000 personen - bijna 10% van de bevolking van de Faeröer. In het festivaljaar 2005 werden alle 6000 tickets verkocht. Spectaculair was ook dat 2000 tot 4000 mensen vanuit hun bootje of vanaf de heuvels rondom het dorp naar het festival keken. Volgens cijfers van de organisatoren bleek circa 20% van de bevolking op het festival aanwezig te zijn.

## Internationale artiesten en bands
Europe (Zweden), Bomfunk MC's (Finland), Nephew (Denemarken), Lisa Ekdahl (Zweden), Kashmir (Denemarken), Russ Taff (VSA), Glenn Kaiser (VSA), Darude (Finland), Blue Foundation (Denemarken), Afenginn (Denemarken), Beats and Styles (Finland), Exploding Plastix (Noorwegen), Gåte (Noorwegen), Hjálmar (IJsland), Vagínas (IJsland), Úlpa (IJsland), Ensimi (IJsland), Temple of Sound (VK), DJ Hyper (VK), DJ Slow (Finland), Færd (Denemarken/Zweden) zijn enkele van de internationale artiesten en bands die in de geschiedenis van het festival opgetreden hebben.

## Muziek uit de Faeröer
Teitur Lassen, Eivør Pálsdóttir, Tveyhundrað, Týr, Clickhaze, Høgni Lisberg, Braquet, Gestir, GoGo Blues, Villmenn, Kári Sverrisson, Makrel, Lama Sea, Páll Finnur Páll, Martin Joensen, Sic, Spælimenninir, Stanley Samuelsen en Vágaverk zijn de meest bekende artiesten/bands uit de Faeröer die op het G!-Festival optraden.